# 克吕热
克吕热（法語：Crugey，法語發音：[kʁyʒɛ]）是法国科多尔省的一个市镇，位于该省西南部，属于博讷区。

## 地理
克吕热（47°11'5"N, 4°40'27"E）面积6.3 平方千米，位于法国勃艮第-弗朗什-孔泰大區科多尔省，该省份为法国中东部省份，北起奥布省，西接涅夫勒省和约讷省，南至索恩-卢瓦尔省，东南接汝拉省，东临上索恩省，东北部与上马恩省接壤。
与克吕热接壤的市镇（或旧市镇、城区）包括：布埃、绍德奈堡、圣萨比娜、乌什河畔托雷、乌什河畔沃韦、欧拜讷、绍德奈城、科隆比耶。

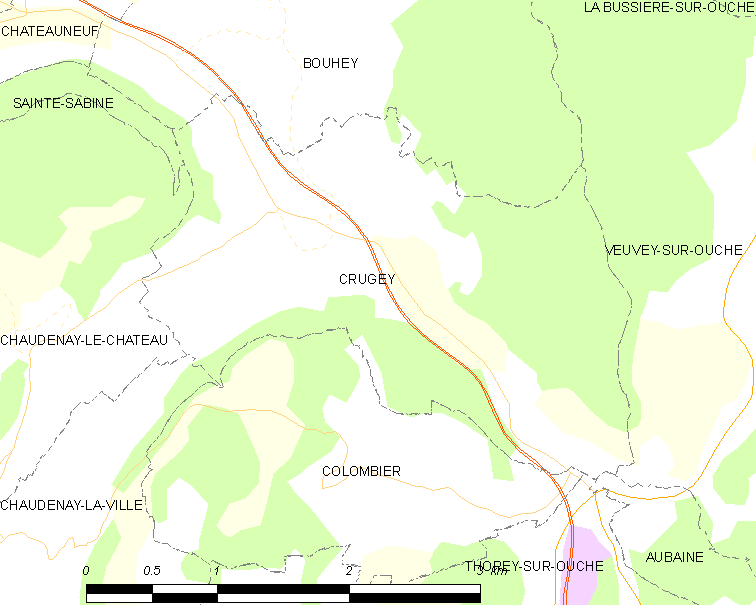
克吕热的OSM定位图

克吕热的时区为UTC+01:00、UTC+02:00（夏令时）。

## 行政
克吕热的邮政编码为21360，INSEE市镇编码为21214。

## 政治
克吕热所属的省级选区为阿尔奈勒迪克县。

## 人口

1962-2008年间克吕热人口变化图示

克吕热于2022年1月1日时的人口数量为167人。